# Dorpatski sporazum
Dorpatski sporazum je bil sklenjen maja 1564 med livonsko vojno v mestu Dorpat (danes Tartu). 
Ruski car Ivan IV. Grozni je s sporazumom priznal švedskemu kralju Eriku XIV. oblast v Revalu (Talin) in nekaj livonskih gradovih, Erik pa je v zameno priznal Ivanu IV. oblast v  preostalem delu Livonije. Leto kasneje sta Rusija in Švedska sklenili sedemletno premirje.